# Jim Harbaugh
James Joseph Harbaugh, detto Jim (Toledo, 23 dicembre 1963), è un ex giocatore di football americano e allenatore di football americano statunitense che svolge il ruolo di capo-allenatore per i Los Angeles Chargers della NFL. È il fratello minore del capo-allenatore dei Baltimore Ravens, John Harbaugh e padre del coordinatore degli special team dei Seattle Seahawks Jay Harbaugh. Al college giocò a football all'Università del Michigan.

## Carriera come giocatore

### Chicago Bears
Harbaugh venne selezionato come 26ª scelta al draft NFL 1987 dai Chicago Bears. Con loro giocò per 7 anni totalizzando 50 TD, 56 intercetti e un passer rating di 74,2.

### Indianapolis Colts
Nel 1994 assò agli Indianapolis Colts, rimanendovi 4 anni. Totalizzò 49 TD e 26 intercetti e un rating di 86,6.

### Baltimore Ravens
Con i Baltimore Ravens giocò 14 partite, di cui 12 da titolare, passando 12 TD, 11 intercetti, con un rating di 72,9.

### San Diego Chargers
Nei due anni con i San Diego Chargers passò complessivamente 18 TD, 24 intercetti, con un rating di 71,9.

### Detroit Lions
Nel 2001, Harbuagh firmò con la squadra di allenamento dei Detroit Lions, ma venne svincolato prima dell'inizio della stagione regolare.

### Carolina Panthers
Disputò l'ultima stagione professionistica nel 2001 con i Carolina Panthers, senza scendere mai in campo.

## Carriera come allenatore
Iniziò la sua carriera come allenatore nella NFL nel 2002 con gli Oakland Raiders con il ruolo di allenatore dei quarterback.
Dopo avere allenato i San Diego Toreros (2004-2007) e gli Stanford Cardinal (2007-2010) nella NCAA, il 7 gennaio 2011 firmò un contratto di 5 anni con i San Francisco 49ers come capo-allenatore. Vinse subito la NFC West division con il record di 13 vittorie e 3 sconfitte e venne eliminato ai playoff in finale di conference dai New York Giants. A fine stagione vinse il premio assegnato dall'Associated Press come miglior allenatore dell'anno.
Nel 2012, vinse nuovamente la Division West della NFC con 11 vittorie, 4 sconfitte e un pareggio, portando la squadra a partecipare al sesto Super Bowl della storia della franchigia, diciotto anni dopo la loro ultima partecipazione. Perse la finale contro i Baltimore Ravens allenati da suo fratello John. Nel 2013 chiuse con 12 vittorie e 4 sconfitte, venne eliminato all'NFC Championship Game dai Seattle Seahawks futuri vincitori del Super Bowl XLVIII.
Nel 2014, i 49ers non raggiunsero per la prima volta i playoff sotto la gestione di Harbaugh e, immediatamente dopo l'ultima partita della stagione regolare vinta contro gli Arizona Cardinals, l'allenatore e la squadra annunciarono la propria separazione dopo quattro anni.
Il giorno successivo, Harbaugh accettò l'offerta contrattuale dei Michigan Wolverines della NCAA che lo rese l'allenatore più pagato del college football.
L'8 gennaio 2024 vinse il titolo di campione nazionale battendo in finale i Washington Huskies, finendo la stagione da imbattuto.
Il 24 gennaio 2024 venne assunto dai Los Angeles Chargers come capo allenatore.

## Statistiche come giocatore
| Partite totali      | 177    |
| Partite da titolare | 140    |
| Yard lanciate       | 26.288 |
| Touchdown passati   | 129    |
| Intercetti subiti   | 117    |
| Yard su corsa       | 2.787  |
| Touchdown su corsa  | 18     |
| Passer rating       | 77,6   |

## Record come capo-allenatore nella NFL
| Squadra | Anno   | Stagione regolare | Stagione regolare | Stagione regolare | Stagione regolare | Stagione regolare | Playoff | Playoff | Playoff | Playoff                                                     |
| Squadra | Anno   | Vinte             | Perse             | Pari              | %                 | Posizione         | Vinte   | Perse   | %       | Risultato                                                   |
| ------- | ------ | ----------------- | ----------------- | ----------------- | ----------------- | ----------------- | ------- | ------- | ------- | ----------------------------------------------------------- |
| SF      | 2011   | 13                | 3                 | 0                 | .813              | 1º NFC West       | 1       | 1       | .500    | Uscito nell'NFC Championship Game contro i New York Giants  |
| SF      | 2012   | 11                | 4                 | 1                 | .719              | 1º NFC West       | 2       | 1       | .667    | Sconfitto nel Super Bowl XLVII contro i Baltimore Ravens    |
| SF      | 2013   | 12                | 4                 | 0                 | .750              | 2º NFC West       | 2       | 1       | .667    | Uscito nell'NFC Championship Game contro i Seattle Seahawks |
| SF      | 2014   | 8                 | 8                 | 0                 | .500              | 3º NFC West       | -       | -       | -       | -                                                           |
| Totale  | Totale | 44                | 19                | 1                 | .690              |                   | 5       | 3       | .625    |                                                             |

## Palmarès

### Franchigia
- National Football Conference Championship: 1

San Francisco 49ers: 2012 come capo-allenatore
- Division West NFC: 2

San Francisco 49ers: 2011, 2012

### Individuale
Giocatore
- Convocazioni al Pro Bowl: 1

1995
- NFL Comeback Player of the Year Award - 1995

Allenatore
- Allenatore dell'anno della NFL: 1

San Francisco 49ers: 2011

## Vita familiare
Vive a Palo Alto con la moglie Sarah e i figli Jay, James Jr., Grace e Addison.